# Mauzé-Thouarsais

Mauzé-Thouarsais este o comună în departamentul Deux-Sèvres, Franța. În 2009 avea o populație de 2,062 de locuitori.